# Blanco pobre

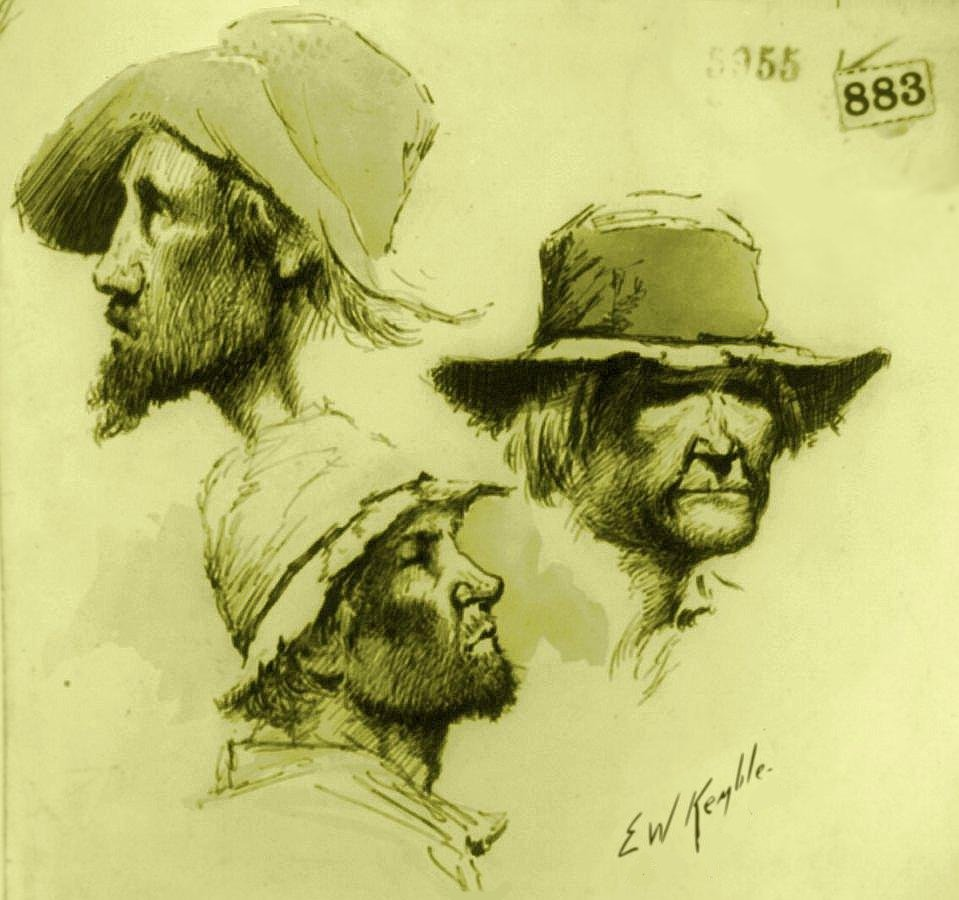
Ilustración de 1891 por E. W. Kemble con tipos crackers de Georgia.

Poor White o Blanco pobre es uno de los variados grupos sociales minoritarios en Estados Unidos. Descendientes de europeos, tiene sus orígenes en el Sur de Estados Unidos y los Apalaches. Aparecen como una casta social en el Sur de los Estados Unidos antes de la Guerra de Secesión, y consiste en un grupo de obreros agrícolas rurales, blancos y sin recursos, que no siendo esclavos no poseen tierras, llegando en casos a ocuparlas.
En un contexto contemporáneo, el término se utiliza para sus descendientes, independientemente de su estatus económico. Aunque tiene similitudes con los ancestros conocidos como blancos estadounidenses, difieren notablemente de éstos en cuanto a su historia y cultura.

## Identidad

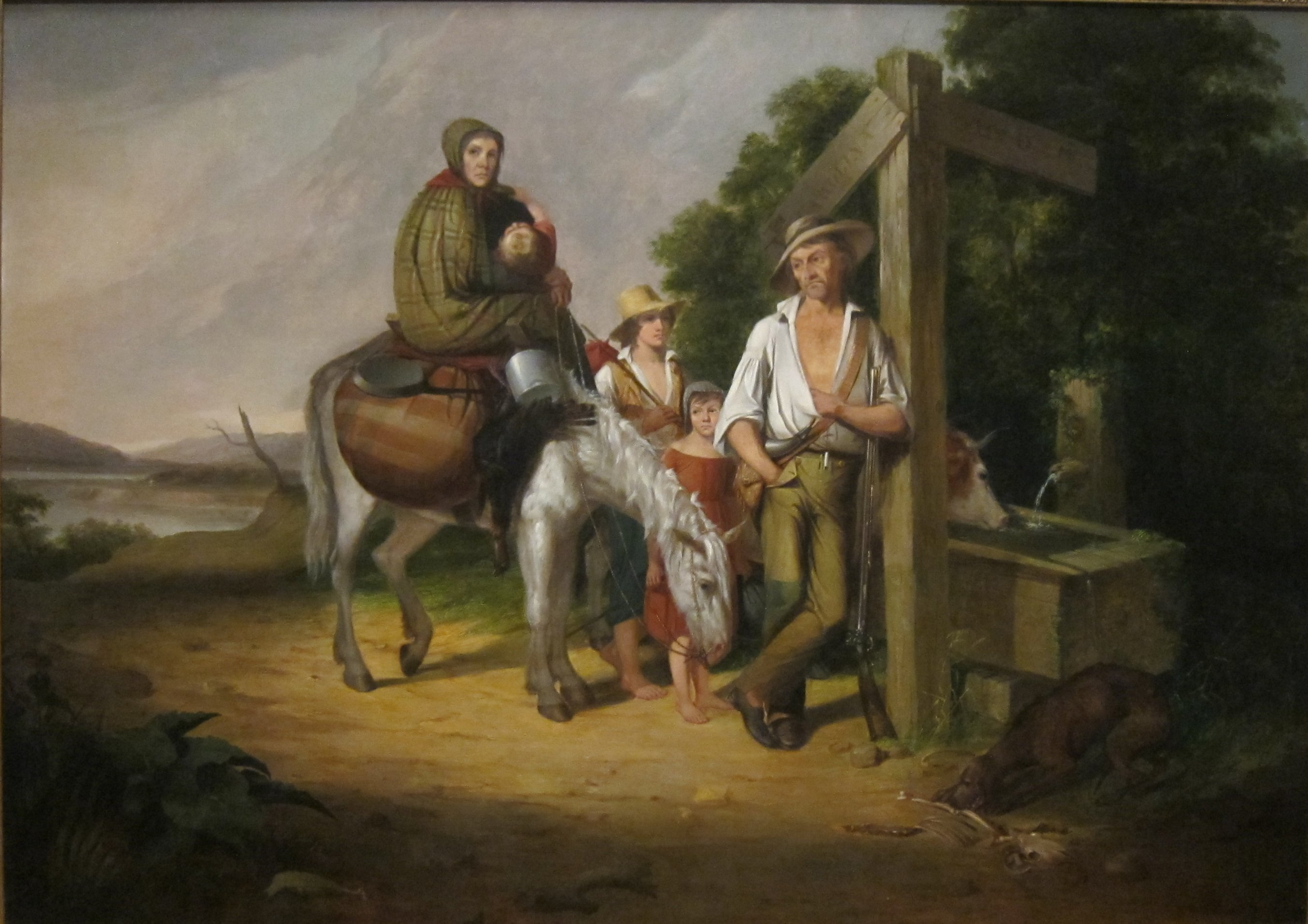
North Carolina Emigrants: Poor White Folks, de James Henry Beard, 1845, Cincinnati Art Museum.

A través de la historia norteamericana, el concepto Poor White se ha expresado con términos diferentes, a veces contradictorios. Se les ha conocido como rednecks (contexto actual), hillbillies en los Apalaches,  crackers en Georgia o white trash.

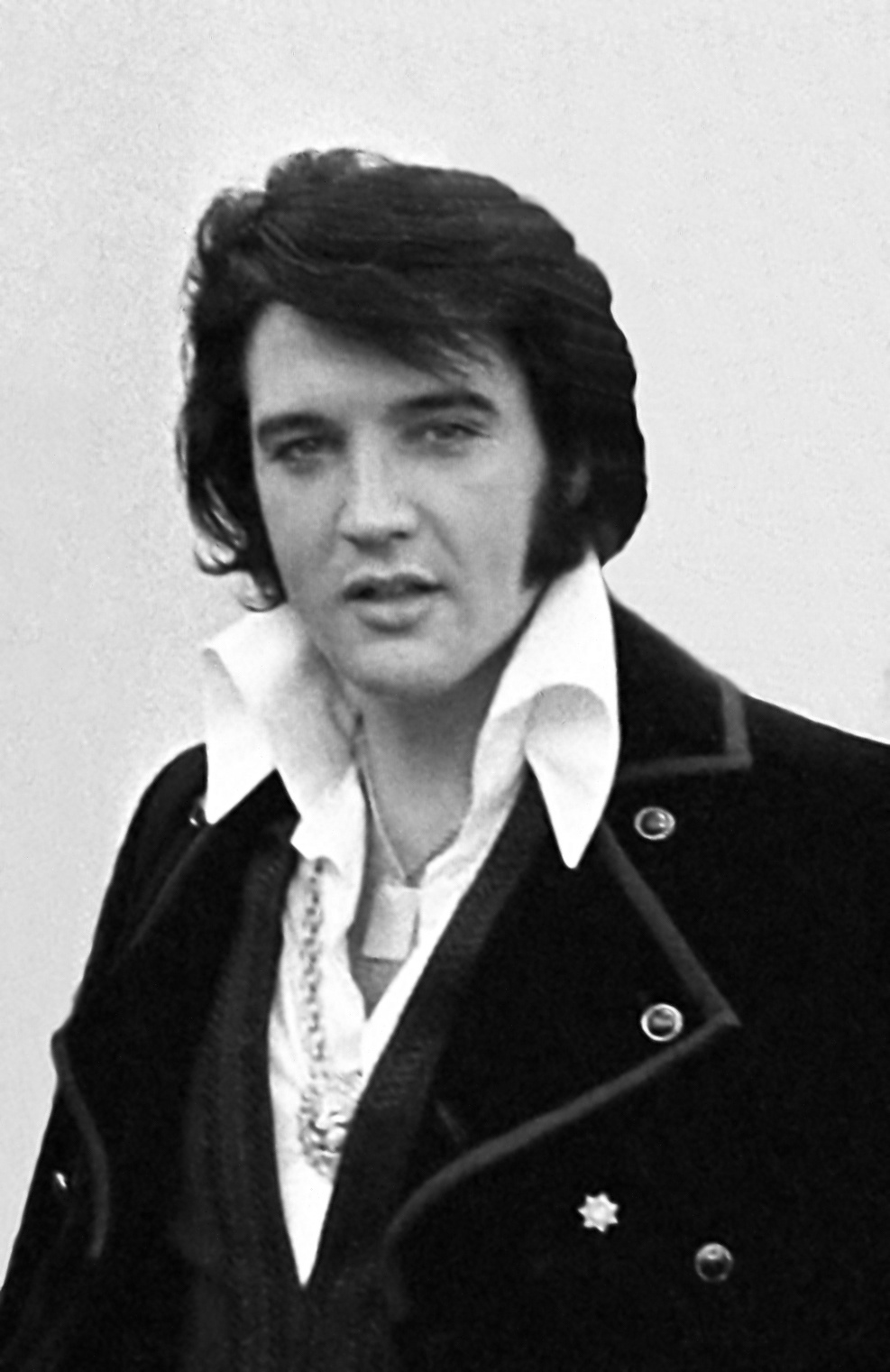
Elvis Presley, un Poor White nacido en Tupelo, Mississippi.

Wayne Flynt en su libro Dixie's Forgotten People: The South's Poor Whites, argumenta la dificultad de la definición debido a la gran diversidad de contextos en que se ha utilizado la misma: se ha aplicado a clases sociales y económicas, tanto como a valores éticos. Mientras otras regiones de EE. UU. tienen "gente blanca que es pobre", no se les conoce como "blancos pobres" tal y como se habla de ellos en el sur. En este contexto, "poor white" distingue un grupo sociocultural multigeneracional pobre y divergente culturalmente.

## Cultura

### Tradicional
Histórica y especialmente en los Apalaches, los poor white llevaban vidas sencillas como aparceros o granjeros apartados de la sociedad sureña. Algunos estudiosos incluso les subdividen en grupos: los que viven en las "mountain whites" y los de las llanuras al este y oeste de los Apalaches. Los blancos privilegiados, conocidos en el sur como Bourbon class, tenían pocas interacciones con ellos, en ocasiones no más que "whom he would wonder see staring at him from the sides of the highway." ("uno al que solo le gustaría ver mirándolo desde un lado de la carretera"). Es esta falta de interacción y aislamiento físico lo que permitió verles como una cultura independiente.